# USS Norfolk (SSN-714)
Pour les autres navires du même nom, voir USS Norfolk.
Le USS Norfolk (SSN-714) est un sous-marin nucléaire d'attaque américain de classe Los Angeles nommé d'après Norfolk en Virginie.

## Histoire du service
Construit au chantier naval Northrop Grumman de Newport News, il a été commissionné le 21 mai 1983 et sorti du service le 11 décembre 2014.